# Setté Cama
Le site de Setté Cama est une zone humide protégée du Gabon, faisant partie depuis 1986 des zones humides de la convention de Ramsar. Elle est située dans le sud-ouest du Gabon, dans un bassin sédimentaire côtier, la plaine côtière gabonaise, dans la province de l’Ogooué-Maritime.

## Description
Le site fait partie du même système que celui du Petit Loango, les deux sites étant distant de cinq kilomètres.
Il comprend trois types de milieux :
- une mosaïque forêt-savane, dont des forêts inondées. Ce milieu abrite de grands mammifères (éléphants…) et des céphalophes (Céphalophe bleu et Céphalophe à dos jaune) ;

- des mangroves de ceintures lagunaires qui accueillent des hippopotames et des poissons dont le principal est le tarpon, prisé des pêcheurs sportifs. La faune aviaire représentative est composée de Grandes Aigrettes, de Spatules d’Afrique et de Pélicans gris ;

- des plages, lieux de ponte pour les tortues luth et les tortues vertes[1].